# Шперк, Франц Фридрихович
Франц Фридрихович (Фёдорович) Шперк (1835—1906) — российский врач-климатолог, публицист, и географ, брат Густава и Эдуарда Шперка.

## Биография
По окончании курса на медицинском факультете Харьковского университета он был назначен окружным врачом в город Олёкминск Якутской области.
Во время русско-турецкой войны (1877—1878 гг.) состоял врачом на санитарном поезде (об этих днях Шперк позднее напишет сочинение под названием «Санитарный поезд № 1 имени Государыни Императрицы и его 16-месячная деятельность во время войны 1877—1878 гг.») затем был уездным врачом в Белостоке и помощником врачебного инспектора в Астрахани.
По выходе в отставку в 1889 году Ф. Ф. Шперк поселился в Санкт-Петербурге, затем переехал в Смоленск, а оттуда на север в Архангельск.
Скитание по разным углам Сибири и России дало Францу Фридриховичу Шперку возможность ознакомиться со многими местностями, в которые его забрасывала судьба; отсюда многие его географические труды.
Ф. Ф. Шперк состоял одним из сотрудников по отделу географии в «Энциклопедическом словаре Брокгауза и Ефрона».

## Научная деятельность
Не прерывая врачебной деятельности, занимался географией и смежными дисциплинами этнографией, историей, антропологией и климатологией. Пребывая в Астрахани с 1885 по 1889 год, сотрудничал с Петровским обществом исследователей Астраханского края. В это время занимался этнографией национальных меньшинств, проживающих в Астраханской губернии. Главным трудом его научных исследований в Астраханской губернии стало его историко-краеведческое сочинение «Очерки истории Астраханского края», которая сохранилась до нашего времени в рукописном состоянии.